# Igor Prahić
Igor Prahić est un footballeur croate né le 15 avril 1987 à Varaždin, en Croatie. Il évolue au poste de défenseur.

## Biographie
Formé au Varteks Varaždin, il signe son premier contrat professionnel lors de la saison 2006-2007. Après quatre saisons passées dans le championnat de Croatie, il signe au mercato d'hiver au CS Sedan Ardennes pour une durée de deux ans.
Il dispute son premier match sous ses nouvelles couleurs le 26 mars 2010, lors du match de Ligue 2 opposant son club au SC Bastia où il joue milieu défensif.
Bien que présent à la reprise de l'entraînement, il trouve le 1er juillet 2011 un accord avec Sedan pour résilier son contrat qui le liait au club jusqu'en juin 2012. Il s'engage deux semaines plus tard avec le NK Istra 1961.

## Carrière
| Saison            | Club              | Pays    | Division | Matchs | Buts |
| ----------------- | ----------------- | ------- | -------- | ------ | ---- |
| 2006-2007         | Varteks Varaždin  | Croatie | 1        | 11     | 0    |
| 2007-2008         | Varteks Varaždin  | Croatie | 1        | 32     | 3    |
| 2008-2009         | Varteks Varaždin  | Croatie | 1        | 24     | 1    |
| 2009-Janvier 2010 | Varteks Varaždin  | Croatie | 1        | 11     | 2    |
| Janvier 2010-2010 | CS Sedan Ardennes | France  | 2        | 1      | 0    |
| 2010-2011         | CS Sedan Ardennes | France  | 2        | 1      | 0    |
| 2011-2012         | NK Istra 1961     | Croatie | 1        | 0      | 0    |